# Андреевский, Сергей Сергеевич
Сергей Сергеевич Андреевский (22 ноября [6 декабря] 1857, с. Жданово Курмышского уезда Симбирской губернии — 1 июля 1930) — российский государственный деятель, шталмейстер высочайшего двора. Воронежский и орловский губернатор, сенатор (1915).

## Биография
В 1876-1881 -  учился на юридическом факультете Петербургского университета. По представлении диссертации признан достойным учёной степени кандидата права и утверждён в этой степени 12 октября 1881 года.
11 апреля 1882 г. женился на дочери генерал-майора Николая Александровича Максимова Вере Николаевне. Венчание состоялось в Санкт-Петербургской Петропавловской церкви при Коммерческом училище. На службе с 1882 года. 
Во владении в Курмышском уезде Симбирской губернии при деревнях Александровке, Степановке, Ивановке, Левашевке, Бакшандиной, в Засурской Луке и Засурской лесной даче: удобной земли 2089 десятин и леса 2178 десятин (данные 1884 г.). В 1884 г. место жительства: Пиловалинская станция (Нагорный хутор) Курмышского уезда Симбирской губернии. 
В 1884—1895 годах почётный мировой судья в Симбирской губернии. С 1895 года председатель земской управы Симбирской губернии.  С 1901 года астраханский вице-губернатор. С 1902 года псковский вице-губернатор.
В 1904 произведен в действительные статские советники. С 1912 — шталмейстер высочайшего двора.
После 1917 года жил в эмиграции во Франции. Последние годы провёл в Русском доме в Сент-Женевьев-де-Буа.
Похоронен на кладбище Сент-Женевьев-де-Буа.

## Сочинения
- Андреевский С. С. Валуевы: родословная. — Орел: тип. губ. правления, 1913. — 38 с.

## Награды
- Орден Святого Станислава 2-й ст. (1896)
- Орден Святой Анны 2-й ст. (1899)
- Орден Святого Владимира 4-й ст. (1901)
- Орден Святого Владимира 3-й ст. (1908)
- Орден Святого Станислава 1-й ст. (1910)
- Орден Святой Анны 1-й ст. (1914)
- медаль «В память царствования императора Александра III»
- медаль «В память коронации Императора Николая II»
- медаль «В память 300-летия царствования дома Романовых»
- медаль «За труды по первой всеобщей переписи населения»

Иностранные:
- Сербский орден Святого Саввы 1-й ст. (1909)